# Hans Olav Lahlum
Hans Olav Lahlum, né le 12 septembre 1973 à Mo i Rana, est un historien, joueur d'échecs, écrivain et journaliste norvégien. Il est également connu pour son implication au sein du Parti socialiste de gauche. 

## Biographie
Il est l'auteur de plusieurs biographies de personnalités politiques norvégiennes, dont Oscar Torp - en politisk biografi (2007) sur Oscar Torp et Haakon Lie. Historien, mytene og mennesket (2009) sur Haakon Lie, ainsi que plusieurs ouvrages historiques sur les présidents des États-Unis.
Il est le petit-neveu de l'espionne et résistante norvégienne Dagmar Lahlum qui entretint durant la deuxième guerre une relation avec l'agent double Eddie Chapman.
Hans Olav Lahlum est arbitre international d'échecs depuis 2000 et organisateur international de tournois depuis 2002.